# Emmanuel Wanyonyi
Emmanuel Wanyonyi (Kapretwa, 1 de agosto de 2004) é um meio-fundista queniano, campeão olímpico dos 800 metros. Conquistou a medalha de ouro da prova em Paris 2024, com a marca de 1:41.19, o que o torna o terceiro atleta mais rápido do mundo na história desta modalidade. Ele também é o recordista mundial da milha em estrada, com a marca de 3:54.56.
Estreou nas grandes competições internacionais aos 18 anos, com um quarto lugar no Campeonato Mundial de Atletismo de 2022 em Eugene, Estados Unidos. No Mundial seguinte, Budapeste 2023, ficou com a medalha de prata, atrás do canadense Marco Arop.
Em junho de 2024 ele venceu as seletivas quenianas para os Jogos Olímpicos com a marca de 1:41.70, que o colocava em terceiro lugar entre os mais rápidos na história, atrás apenas do compatriota recordista mundial David Rudisha e do dinamarquês (um queniano naturalizado) Wilson Kipketer; um mês depois, no Meeting de Paris, etapa da Diamond League, o circuito anual mundial do atletismo, ele chegou em segundo lugar, melhorando a própria marca pessoal, em 1:41.58; o vencedor, o argelino Djamel Sedjati, marcou 1:41.56, e esses tempos fizeram dos dois o 3º e o 4º na lista dos mais rápidos de todos os tempos.
Em Paris 2024 ele conquistou a medalha de ouro com o tempo de 1:41.19, nova melhor marca pessoal, terceiro atleta mais rápido e o quinto melhor tempo da história dos 800 metros, derrotando Arop, que o havia derrotado no ano anterior no Mundial de Budapeste, e Sedjati, que o havia derrotado na Diamond League.  Pela sétima vez e quinta consecutiva, um atleta do Quênia vencia os 800 metros nos Jogos Olímpicos.
Em setembro conquistou o título da Diamond League 2024 vencendo a prova em 1:42.70 no Memorial Van Damme em Bruxelas, Bélgica.